# Johann Michael von Spaur und Valör

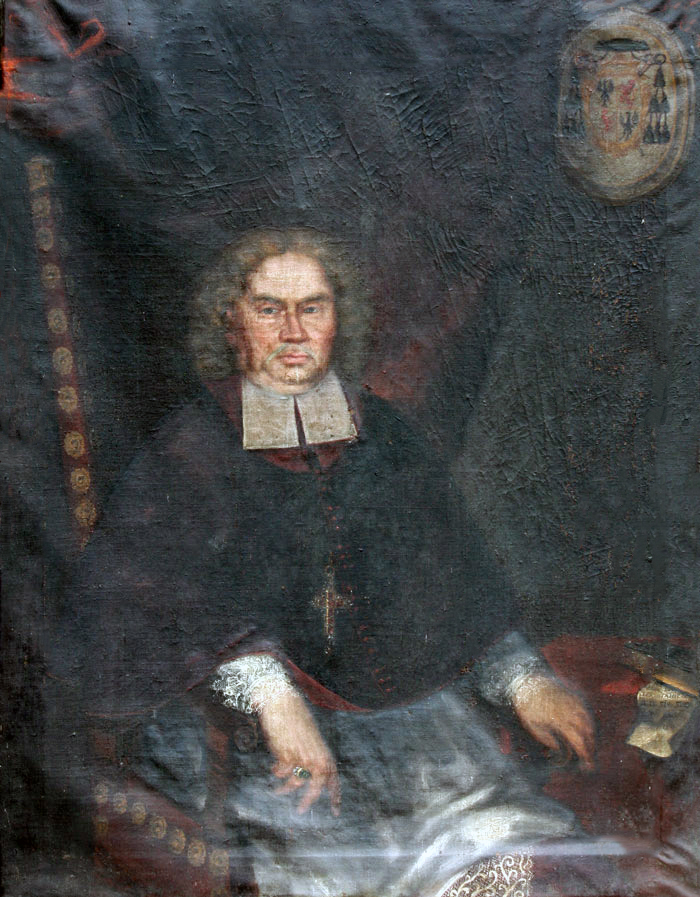
Fürstbischof Johann Michael von Spaur (Gemälde 17. Jh.)

Johann Michael Reichsgraf von Spaur und Valör, italienisch : Giovanni Michele Spaur (* 7. Juli 1638 im Castello della Torre, Welschmetz; † 22. April 1725 in Trient) war von 1698 bis 1725 Fürstbischof von Trient.

## Leben
Er entstammte dem Tiroler Adelsgeschlecht der Spaur und Valör, seine Eltern waren Johann Anton von Spaur und Valör und Maria Judith Gräfin von Arsio.
Johann Michael wurde 1662 ins Domkapitel von Trient aufgenommen und im Folgejahr zum Priester geweiht. Er vertrat Domkapitel und Bischof mehrfach beim Tiroler Landtag. Johann Michael wurde 1689 Pfarrer von Deutschmetz. Am 8. März 1696 wurde er zum Bischof von Trient gewählt, die Bestätigung durch Papst Innozenz XII. erfolgte am 24. September, die Konsekration am 19. Oktober 1696.
Johann Michael visitierte seine Diözese häufig und sorgte für Disziplin im Klerus. 1715 führte er das Rituale Romanum im Bistum ein. Sein Nepotismus erregte Missmut, so ernannte er seinen Neffen Johann Michael Wenzel zum Weihbischof in Trient, scheiterte jedoch am Domkapitel beim Versuch ihn zu seinem Nachfolger zu bestimmen. Die Verwaltung des Hochstiftes überließ Johann Michael im Wesentlichen seinen Verwandten
Während des Spanischen Erbfolgekriegs marschierten 1703 bayrische und französische Truppen ins Hochstift ein, Trient wurde beschossen. Von Kaiser Karl VI. erhielt das Hochstift das unter Leopold I. verlorengenangene Castellario zurück.
Johann Michael starb am 22. April 1725 in Trient und wurde im Dom von Trient beigesetzt.